# 蕭新煌
蕭新煌（1948年12月26日—），生於臺灣臺北市的客家人，最高學歷為美国紐約州立大學水牛城分校社會學博士，現任中央研究院社會學研究所特聘研究員、國家統一委員會委員、國立臺灣大學和國立中山大學社會系合聘教授、國立中央大學客家學院講座教授及國立政治大學東南亞研究中心執委會主席、中華民國總統府資政，曾任臺灣社會學會理事長、臺灣東南亞學會理事長、臺灣第三部門學會理事長、日本京都大學東南亞研究中心訪問研究學者、中央研究院亞太區域研究專題中心執行長和國際亞洲歷史學者學會會長等職。
其研究領域及興趣：發展社會學、環境社會學、東亞與東南亞中產階級、社會運動、民間公民社會與亞洲新興民主、非營利組織與第三部門研究、台灣與東南亞客家研究。

## 生平

### 學術經歷
- 國立臺灣大學社會學系副教授（1980.08-1984.07）
- 國立臺灣大學社會學系教授（1984.08-）
- 台灣第三部門學會創會理事長（2010.10 - 2014.10）
- 國立中山大學社會學研究所合聘教授（2009-）
- 國立中央大學客家學院講座合聘教授（2010-）
- 國立聯合大學客家研究學院講座教授

### 中央研究院經歷
- 中央研究院民族學研究所副研究員（1979.08-1983.07）
- 中央研究院民族學研究所行為組代主任（1980.01-1982.12）
- 臺灣社會學社總幹事（1981-1982）
- 中央研究院民族學研究所研究員（1983.08-1995.06）
- 中央研究院民族學研究所副所長（1989.04-1994.08）
- 台灣社會學會理事長（1992.01-1993.12）
- 中央研究院東南亞區域研究計畫副主持人（1994.8-1996.7）、主持人（1996.8-2001.12）、亞太研究計劃主持人（2002.01-2002.12）
- 中央研究院社會學研究所研究員（1995.07-2011.09）
- 中央研究院亞太研究計畫主持人（2002.01-2002.12）
- 中央研究院亞太區域研究專題中心執行長（2003.01-2009.08）
- 中央研究院社會學研究所所長（2009.07-）
- 中央研究院社會學研究所特聘研究員 （2011.09-）

### 國際學術經歷
- 美國波士頓大學與哈佛大學資深訪問學者（1983.09-1984.06）
- 美國杜克大學社會學系與國際研究中心訪問教授（1988.01-1988.06）
- 荷蘭萊頓大學漢學研究院胡適博士訪問講座教授（1994.03-1994.06）
- 香港中文大學香港亞太研究所榮譽資深研究員（1999-）
- 國際亞洲歷史學者學會會長（2003-2004）
- 美國卡內基國際和平基金會（Cargenie Endowment for International Peace）台灣諮詢委員（2008-）
- 台灣東南亞學會理事長(2005-2009）
- 亞洲東南亞研究聯盟會長(2017-2019; 2024-2026）

### 政府任職
- 傑出人才發展基金會執行長（1994.11-2009.03）
- 中華民國總統府國策顧問（1996.05-2006.05）
- 總統府國家統一委員會委員（1997-2000）
- 公共電視基金會第一屆董事（1998-2001）
- 財團法人國家文化藝術基金會董事（1998-2001, 2008-2011）
- 行政院國家永續發展會委員（1999-2008）
- 國家展望文教基金會董事長（2000-2002）
- 行政院文化建設委員會委員（2001-）
- 行政院客家委員會委員暨學術發展委員會召集人（2001-2009、2004-2009）
- 總統府政府改造委員會委員（2002-2003）
- 外交部NGO委員會委員（2002-2005）
- 台灣民主基金會常務監察人（2003-2009.6）
- 行政院公營事業民營化監督暨諮詢委員會召集人（2004-2005、2007-2008）
- 行政院政務顧問（2007-2008）
- 中華民國總統府資政（2016-）

### 民間組織
- 台灣亞太發展基金會常務董事（2003-）
- 卓越新聞獎基金會董事長 （2004.11-2008.4）
- 臺灣亞洲交流基金會董事長（2018-）

## 著作
| 年分 | 書名                                               | 出版社                             |
| ---- | -------------------------------------------------- | ---------------------------------- |
| 1982 | 民主主義中的國家發展策略：世界體系的分析           | 中央研究院三民主義研究所           |
| 1985 | 低度發展與發展：發展社會學選讀                     | 巨流圖書公司                       |
| 1986 | 社會轉型：一九八五臺灣社會批判                     | 敦理                               |
| 1987 | 自力救濟：一九八六臺灣社會批判                     | 敦理                               |
| 1988 | 社會學的滋味                                       | 三民                               |
| 1988 | 上班族的心事：近年來對勞動權益最堅定的聲援         | 自立晚報                           |
| 1989 | 101個想像                                          | 自立晚報                           |
| 1990 | 企業倫理的重建：企業倫理系列座談實錄               | 管拓出版                           |
| 1991 | 水的關懷：河川環境與水源保護研討會論文集           | 時報文化                           |
| 1993 | 光復後臺灣農業政策的演變：歷史與社會的分析         | 中央研究院民族學研究所             |
| 1993 | 我們只有一個臺灣：反污染.生態保育與環境運動        | 圓神出版社                         |
| 1995 | 全民參與搶救河川(下)                               | 余紀忠文教基金會                   |
| 1995 | 中央研究院東南亞研究書目彙編                       | 中央研究院東南亞區域研究計劃       |
| 1995 | 考驗臺灣命運                                       | 允晨文化                           |
| 1996 | 臺灣的國家與社會                                   | 三民                               |
| 1999 | 日本研究書目彙編                                   | 中央研究院東南亞區域研究計劃       |
| 1999 | 好社會：浩劫後的臺灣願景                           | 月旦出版                           |
| 2002 | 台灣社會文化典範的轉移                             | 立緒                               |
| 2003 | 永續臺灣2011                                       | 天下遠見                           |
| 2006 | 臺灣新典範                                         | 允晨文化                           |
| 2007 | 客家族群與在地社會：臺灣與全球的經驗               | 智勝                               |
| 2009 | 非營利部門：組織與運作（第二版）                   | 巨流圖書公司                       |
| 2010 | 中國人：觀念與行為                                 | 巨流圖書公司                       |
| 2010 | 台灣社會運動再出發                                 | 巨流圖書公司                       |
| 2011 | 臺灣全志(卷三)住民志姓氏篇                         | 國史館台灣文獻館                   |
| 2011 | 非營利部門：組織與運作（精簡本）                   | 巨流圖書公司                       |
| 2014 | 印尼的政治、族群、宗教與藝術                       | 中央研究院人文社會科學研究中心     |
| 2015 | 台灣地方環境的教訓：五都四縣的大代誌               | 巨流圖書公司                       |
| 2015 | 書寫台灣第三部門史II                               | 巨流圖書公司                       |
| 2016 | 廿年民主路 台灣向前行                              | 聯經出版公司                       |
| 2017 | 非營利部門：組織與運作（第三版）                   | 巨流圖書公司                       |
| 2017 | 臺灣的都市氣候議題與治理                           | 國立臺灣大學出版中心               |
| 2017 | 臺灣與東南亞客家認同的比較：延續、斷裂、重組與創新 | 國立中央大學出版中心、遠流出版公司 |
| 2018 | 会馆、社群与网络: 客家文化学术论集                 | 八方                               |
| 2019 | 客家研究與客家學 - 臺灣客家研究論文選輯1           | 國立交通大學出版社                 |
| 2020 | 東南亞客家社團組織的網絡                           | 國立中央大學出版中心、遠流出版公司 |
| 2021 | 海外客家研究的回顧與比較                           | 國立中央大學出版中心、遠流出版公司 |

## 外部連結
- 中央研究院社會學研究所 研究員(所長) - 蕭新煌
- 《民報》蕭新煌專欄 （页面存档备份，存于）